# Telefon-Fundraising
Das Telefon-Fundraising ist ein Instrument des Fundraising. Mit Hilfe des Telefons wird zwischen einer Non-Profit-Organisation (NPO) und ihren Spendern, Mitgliedern oder sonstigen Stakeholdern eine vertrauensvolle Beziehung auf- und ausgebaut.

## Methoden
Bei den Telefonanrufen unterscheidet man zwischen bei der Organisation eingehenden (Fachterminus: Inbound Calls) und ausgehenden Anrufen (Fachterminus: Outbound Calls).

### Inbound Calls
Inbound Calls sind Anrufe von Spendern oder Mitgliedern, die bei der NPO oder einem von ihr beauftragten Dienstleister eingehen. Gründe für solche „eingehenden“ Anrufe sind beispielsweise:
- Jemand möchte am Telefon schnell und einfach eine Spende per Lastschrift oder Kreditkarte tätigen.
- Ein Spender oder Mitglied möchte nach seinem Umzug der NPO am Telefon schnell und einfach seine neue Adresse mitteilen.
- Ein Spender oder Mitglied möchte am Telefon eine Beschwerde einlegen.

### Outbound Calls
Bei den Outbound Calls ruft umgekehrt die NPO oder ein von ihr beauftragter Dienstleister ihre Spender oder Mitglieder an. Gründe für solche „ausgehenden“ Anrufe sind beispielsweise:
- Eine NPO möchte sich für eine erhaltene Spende bedanken.
- Eine NPO möchte Änderungen mit ihren Spendern besprechen (z. B. Umstellung einer Lastschrift von DM auf Euro).
- Eine NPO möchte einen Spender zurückgewinnen, der inaktiv geworden ist.
- Eine NPO möchte einen Spender bitten, seine Unterstützung zu erhöhen.

Sowohl Inbound Calls als auch Outbound Calls können also sowohl von einer NPO selber als auch von einem beauftragten Dienstleister durchgeführt werden. Egal ob eine NPO ihr Telefon-Fundraising selber durchführt, oder durch einen Dienstleister durchführen lässt, in beiden Fällen sind aufgrund der Vertrauensbeziehung zum Spender höchste Qualitätsanforderungen zu stellen. Der Qualitätszirkel Telefon-Fundraising e.V. definiert solche Qualitätsstandards für das Telefon-Fundraising im deutschsprachigen Raum und setzt sich für deren Einhaltung ein.

## Maßnahmen
Beispiele für Maßnahmen im Rahmen des Telefon-Fundraising:
- Dank für eine erhaltene Spende,
- Bitte um freie oder zweckgebunde Spenden von Spendern oder Mitgliedern
- Erhöhung („Upgrading“) von Mitgliedsbeiträgen (zeitgemäße Anpassung der Beiträge)
- Erhöhung („Upgrading“) von (Erst-)Spendern zu Dauerspendern oder Mitgliedern
- Erhöhung („Upgrading“) von regelmäßigen Spenden um einen bestimmten Betrag
- Reaktivierung von inaktiv gewordenen Spendern und Mitgliedern
- Aktualisierung der Spender- und Mitgliederdaten (z. B. Mitteilung einer neuen Adresse oder Bankverbindung)
- Gratulationen zu Geburtstagen und Jubiläen
- Hotlines oder Servicenummern für Spender und Mitglieder
- Sponsorengewinnung
- Befragung von Spendern und Mitgliedern
- Einladungen zu Veranstaltungen
- Begrüßung von Neumitgliedern
- Marktforschung und Analysen
- Großspenderbetreuung

## Weiterführende Literatur
- Mal Warwick, Deborah Block: 999 Tips, Trends and Guidelines for Successful Direct Mail and Telephone Fundraising, Aspen Publishers, New York 1993, ISBN 978-0962489129.
- Stephen F. Schatz: Effective Telephone Fundraising, John Wiley & Sons, Hoboken 2010, ISBN 978-0470560594.
- Oliver Steiner: Telefon-Fundraising, Springer Gabler Verlag, Heidelberg 2013, ISBN 978-3834940988.